# Rusubbicari
Rusubbicari est une ancienne colonie phénicienne, puis carthaginoise, devenue ensuite une ville romaine. Elle est provisoirement identifiée avec les ruines situées à Zemmouri, en Algérie,,,.

## Toponymie
Le nom actuel est un nom masculin pluriel, ce qui suggère qu’il pourrait à l’origine désigner deux ou trois établissements distincts. Il semble s’agir d’une latinisation d’un nom phénicien contenant l’élément rush (en Punique : 𐤓𐤀𐤔, rʾš, signifiant « cap ») combiné à un toponyme berbère local.
Le site côtier de Zemmouri fut un établissement phénicien, puis romain, nommé Rusubbicari. À l’époque médiévale, il devint un petit port nommé Marsa al-Dajaj , littéralement « port des poules » ( à ne pas confondre avec Mers El Hadjadj anciennement « port aux pelerins »). Des recherches archéologiques y ont mis au jour des structures médiévales, de la poterie ainsi que des pièces de monnaie romaines.

## Diocèse
Rusubbicari est un ancien évêché chrétien de l’Antiquité tardive et constitue aujourd’hui un siège titulaire de l’Église catholique romaine (Dioecesis Rusubbicarensis).
Lors de la conférence de Carthage de 411 entre les catholiques et les donatistes d’Afrique romaine, la ville est représentée par le donatiste Costanzo, car le diocèse ne compte alors aucun évêque catholique.
Les évêques connus sont :
- Paolino participe au synode de Carthage de 484, convoqué par le roi vandale Hunéric ; il est ensuite exilé.
- José da Silva Chaves (29 novembre 1967 – 14 mai 1976, nommé évêque d’Uruaç)
- Victor León Esteban San Miguel y Erce (en) (31 mai 1976 – 4 avril 1995, décédé)
- Douglas William Young (14 avril 2000 – 17 juillet 2006, nommé archevêque de Mount Hagen)
- Sergio Osvaldo Buenanueva (16 juillet 2008 – 31 mai 2013, nommé évêque de San Francisco)
- Jose Puthenveettil, depuis le 23 août 2013

Aujourd’hui, Rusubbicari subsiste en tant que siège épiscopal titulaire. L’évêque titulaire actuel est Jose Puthenveettil, évêque auxiliaire d’Ernakulam-Angamaly.